# 포르토페라이오
포르토페라이오(이탈리아어: Portoferraio)는 이탈리아 토스카나주 리보르노도에 있는 코무네다. 엘바섬에 위치해 있으며, 섬 내에 있는 도시 중 가장 크다.

## 역사
1548년에 토스카나 대공작 코시모 데 메디치 1세가 포르토아추로에 있는 스페인 성채를 견재하기 위한 목적에 코스모폴리(Cosmopoli, 코시모의 도시)라는 이름으로 이곳을 세웠다. 3개의 항구(스텔라 항구, 팔코네 항구, 인글레세 항구)와 엄청난 규모의 성벽이 있으며, 이 모두는 현재까지도 볼 수 있다.
전략적 위치 때문에 18세기까지 토스카나 대공국의 영토에 속해있었지만, 이후 프랑스, 잉글랜드, 오스트리아에게 소유가 넘어갔다. 1801년에 일어난 포르토페라조 공방전 영국군 수비대가 이곳을 지켰었지만, 1802년 아미앵 조약으로 프랑스에게 넘겨주었다. 1814년 나폴레옹 보나파르트가 처음으로 유배당한 곳이기도 하다. 19세기 이곳은 사회 기반 건설과 리오마리나에서 새로운 철광산이 생기면서 급속하게 성장하였다. 포르토페라이오는 본토와 섬을 연결하는 주요 수송 항구가 되었고, 현재의 명칭도 이탈리아어로 "철의 항구"라는 의미이다. 나폴레옹 시대가 끝나고 토스카 대공국에 반환되었다가 1860년 이탈리아 왕국의 일부가 되었다. 이곳은 산적 카르미네 크로코가 비토리오 에마누엘레 2세에게 대항한 혁명을 일으킨 혐으로 죽을때까지 수감된 곳이고 움베르토 1세를 살해한 무정부주의자 조반니 파산난테도 수감됐었다.
제2차 세계 대전 기간, 엘바섬이 나치군에게 점령당하면서, 이곳은 전장이 되었다. 1944년 6월 말에 주로 자유 프랑스군으로 구성된 연합군이 이틀 간의 전투 끝에 섬을 해방시켰다. 포르토페라이오는 6월 18일부터 프랑스군에 점령되었지만, 전투와 공격 이전에 이뤄진 융단 폭격으로 인한 피해를 입었다.
포르토페라이오의 경제는 1970년대에 채광 활동이 끝이 나면서 피해를 입었지만, 이후 수십년간 국제적으로 유명한 리조트로서의 지위를 얻었다.